# Lorenzo Juarros
Lorenzo Juarros García, conosciuto come Loren (Mambrillas de Lara, 7 ottobre 1966), è un ex calciatore spagnolo, di ruolo attaccante.

## Carriera
Cresciuto nella cantera della Real Sociedad, debutta in prima squadra nella stagione 1986-1987.
Nell'estate 1989 passa all'Athletic Bilbao,pagato 300 milioni di pesetas.
Dopo un paio di anni venne ceduto al Real Burgos.
Dalla stagione 1993-1994 ritorna a vestire la maglia della Real Sociedad.

## Palmarès

### Competizioni nazionali
- Coppa di Spagna: 1

Real Sociedad: 1986-1987